# Танг-Ла
Перевал и одноимённая железнодорожная станция пишутся Танг-Ла. См. также Тангла (значения)
Танг-Ла (кит. 唐古拉山口) — широкий горный перевал на хребте Тангла в Китайской Народной Республике. Высота над уровнем моря составляет 5231 метр. Через перевал проложены Цинхай-Тибетская автомобильная и железная дороги, на перевале находится одноимённая железнодорожная станция.